# Metoposaurus
Metoposaurus é um gênero de anfíbio fóssil do Triássico Superior, com cerca de 220 milhões de anos. Conhecem-se vestígios da Alemanha, Polónia e Portugal (Algarve).
O Metoposaurus podia atingir 3 metros de comprimento. Este animal principalmente aquático possuía membros pequenos e fracos, dentes afiados e uma cabeça grande e achatada. Alimentava-se principalmente de peixes, que capturava com suas mandíbulas largas alinhadas com dentes semelhantes a agulhas. O Metoposaurus tinha até 3 metros de comprimento e pesava 454 kg. Muitas jazidas coletivas de Metoposaurus foram encontradas, provavelmente de criaturas que morreram agrupados em poças durante períodos de seca.
Conhecem-se três espécies:
- M. diagnosticus (von Meyer, 1842), da Alemanha
- M. krasiejowensi (Sulej, 2002), da Polónia
- M. algarvensal (Brusatte, et al 2015), de Portugal

## Galeria de imagens

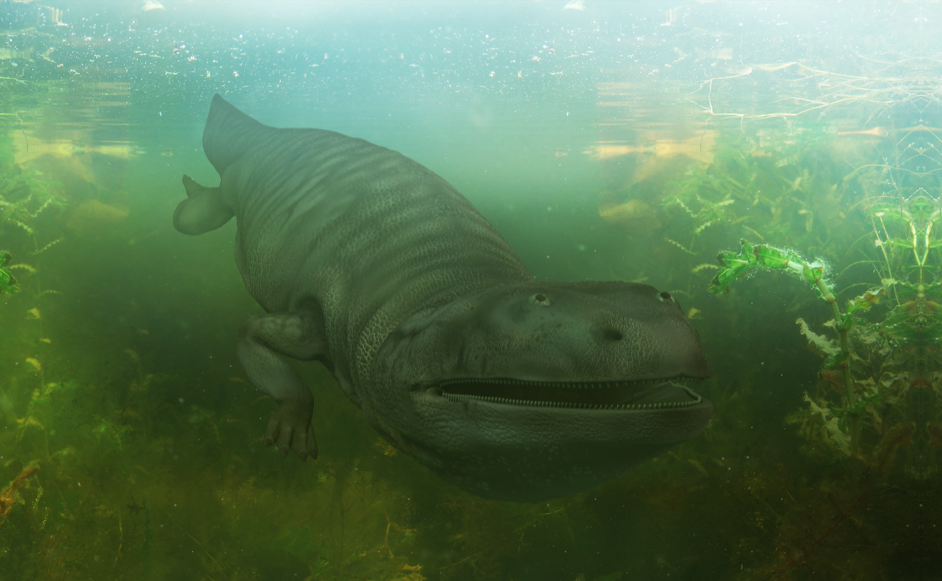
Metoposaurus debaixo dágua
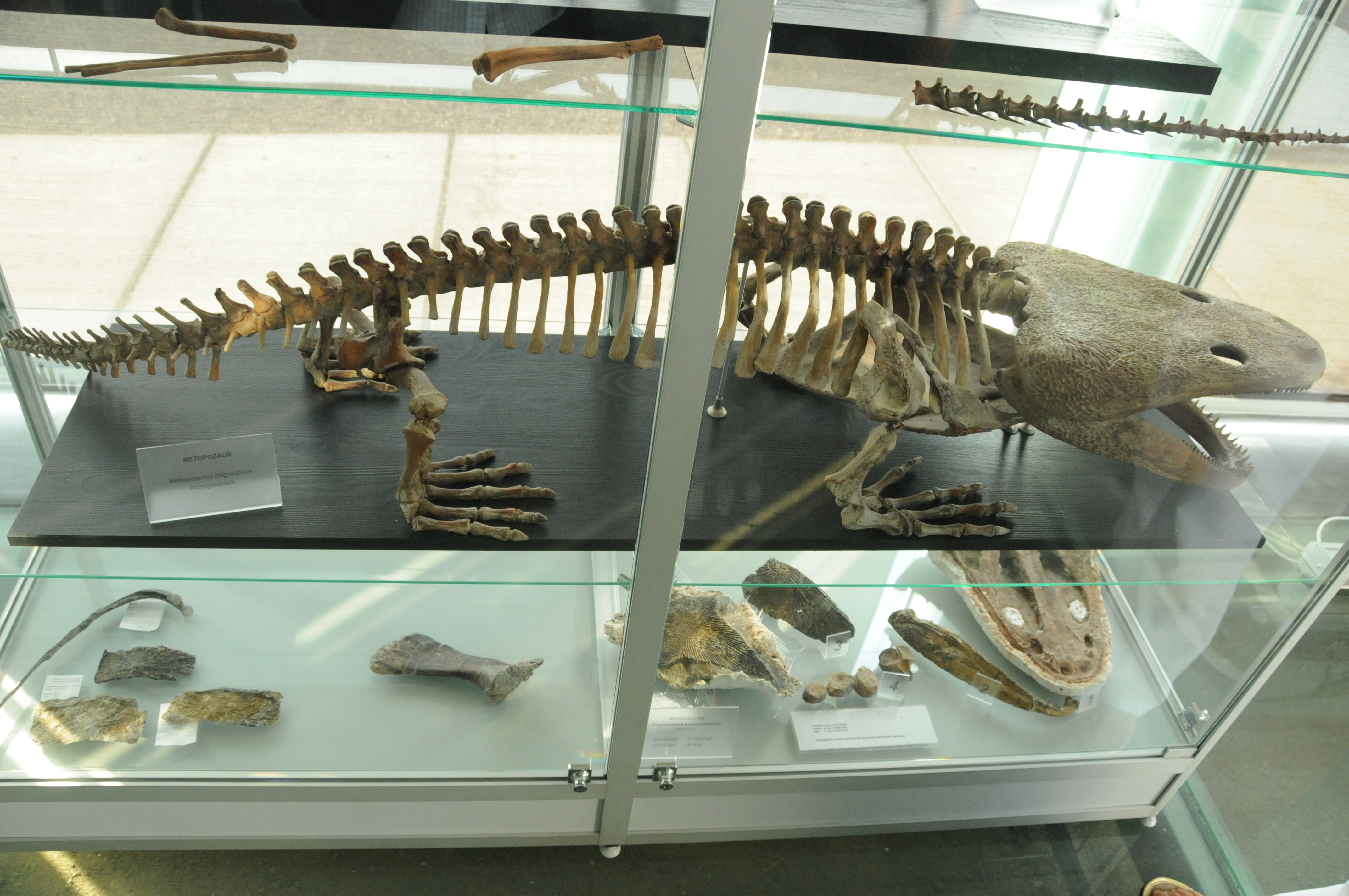
Fóssil de um Metoposaurus